# Puppet animation
La Puppet animation è una tecnica di animazione a Passo uno (nota anche con il nome inglese stop motion) usata in maniera onnipresente per creare delle animazioni di personaggi tridimensionali prima dell'avvento dell'animazione digitale.

## La tecnica di animazione

### La preparazione del materiale
Per creare un film animato con questa tecnica si parte progettando le marionette, il materiale che utilizzeranno e l'ambiente in cui si muoveranno.
Si parte dai pupazzi di cui si progetta e successivamente si costruisce la struttura base, chiamata armatura, che quando è completata la si testa animandola per tre volte cercando di capire le imperfezioni o meno e se i giunti delle articolazioni funzionano.
Tutti i personaggi protagonisti di questi film hanno un'anima di metallo più o meno sviluppata chiamata armatura, che come tecnica era già ad altissimi livelli ai tempi di Ray Harryhausen, che diede le basi a quelle che si fabbricano tuttora. Il rivestimento di queste armature, che forma la figura vera e propria del personaggio può essere di diversi materiali, ai giorni d'oggi si predilige il silicone per la pelle, e stoffetipo opportunamente trattate per essere animate, per il vestiario.
Successivamente attorno ai personaggi viene applicata la struttura esterna e si preparano gli eventuali indumenti che indosseranno.
Completati i pupazzi si procede alla creazione dell'ambiente in cui si muoveranno. Questi "mini-set" vengono progettati in scala 1:5 e poi modellati in scala naturale.
Completati i pupazzi e i set si procede a piazzare la fotocamera che verrà utilizzata per fare le animazioni.

### L'animazione
Quando i pupazzi, i set e le fotocamere sono pronte, per sviluppare un film a pupazzi animati si fa compiere ai pupazzi un piccolo movimento (come muovere un braccio), quando il movimento è stato compiuto si fotografa il personaggio, poi si procede a fare una serie di scatti fotografici facendo compiere al pupazzo tra uno scatto e l'altro una serie di piccoli movimenti che animati semplicemente montando gli scatti uno di seguito all'altro si dà l'illusione del movimento allo spettatore.